# Hekimhan

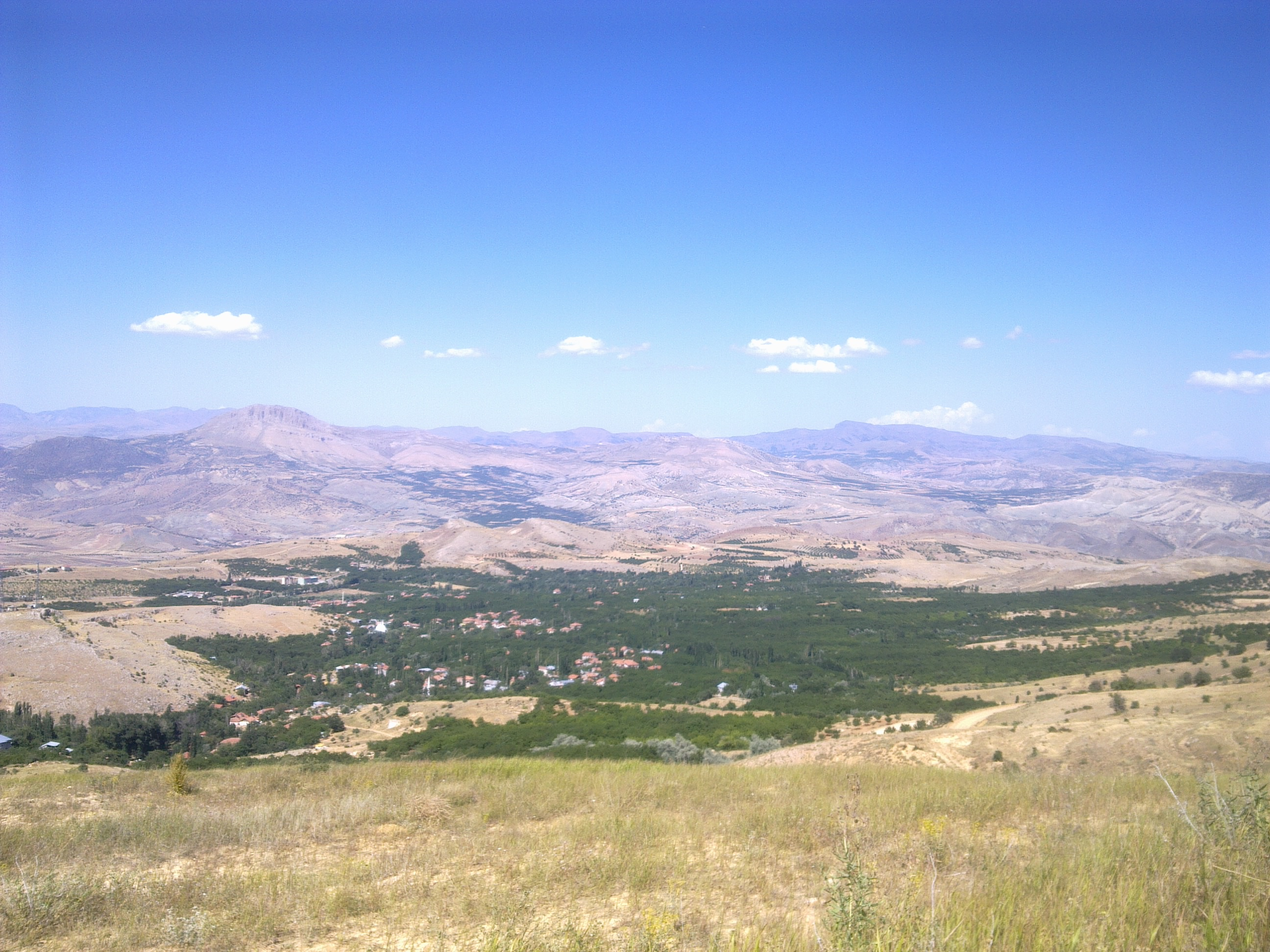

Hekimhan (kurdisch Patrîkxan) ist eine Stadtgemeinde (Belediye) im gleichnamigen Ilçe (Landkreis) der Provinz Malatya in Ostanatolien und gleichzeitig eine Gemeinde der 2012 geschaffenen Büyüksehir belediyesi Malatya (Großstadtgemeinde/Metropolprovinz). Seit der Gebietsreform 2013 ist die Gemeinde flächen- und einwohnermäßig identisch mit dem Landkreis.
Der größte Landkreis der Provinz liegt im Norden dieser und grenzt extern an die Provinz Sivas. Die im Stadtlogo manifestierte Jahreszahl (1920) dürfte ein Hinweis auf das Jahr der Erhebung zur Stadtgemeinde (Belediye) sein.

## Verwaltung
Der Kreis (bzw. Kaza als Vorgänger) bestand schon bei Gründung der Türkei 1923 im Vilâyet Malatya und zählte beim Census 1927 30.989 Einwohner auf 2.080 km². Er bestand (bis) Ende 2012 neben der Kreisstadt aus den sechs Stadtgemeinden (Belediye) Girmana, Güzelyurt, Hasançelebi, İpekyolu, Kocaözü und Kurşunlu sowie 47 Dörfern (Köy) in drei Bucaks, die während der Verwaltungsreform 2013 in Mahalle (Stadtviertel/Ortsteile) überführt wurden. Die zwölf bestehenden Mahalle der Kreisstadt blieben erhalten, während die Mahalle der anderen Belediye vereint und zu je einem Mahalle reduziert wurden. Durch Herabstufung dieser Belediye und der Dörfer zu Mahalle stieg deren Zahl auf 65 an. Ihnen steht ein Muhtar als oberster Beamter vor.
Ende 2020 lebten durchschnittlich 261 Menschen in jedem dieser Mahalle, 1.396 Einw. im bevölkerungsreichsten (Güzelyurt Mah.).
Etwa sieben Kilometer nördlich von Hekimhan liegt beim ehm. Dorf Boğazgören (jetzt Mahalle) die späthethitische Felsinschrift von Şırzı.

## Persönlichkeiten
- Mehmet Ali Ağca (* 1958), Papst-Attentäter